# Ворота Екатерины (Брашов)
Ворота Екатерины (рум. Poarta Ecaterinei) — ворота расположенные в румынском городе Брашов. Были построены в 1559 году для оборонительных целей на месте старых ворот, уничтоженных наводнением в 1526 году. Ворота получили своё название от находившегося здесь монастыря Св. Екатерины и являются единственными уцелевшими средневековыми воротами города. В 1689 по 1738 годах ворота были сильно повреждены от землетрясений и пожаров  — только центральная башня является частью первоначальных ворот (документы говорят о существовании деревянных строений) уничтоженных в 1827 году. Первоначальный вид башни можно было увидеть в Бастионе ткачей, где находилась большая модель Брашова в 1600 году.
В старинных документах ворота Екатерины называются Porta Valacce, Ворота валахов, так как они  были единственным входом в город, которым могли воспользоваться румыны, живущие в районе Шкей. Использовать остальные четыре входа в город румынам было запрещено . Во времена саксонского правления, в 13-17 веках, румынам также было запрещено иметь собственность внутри крепости, поэтому они селились за городской стеной. Румыны могли войти в город только в определенное время, заплатив пошлину за право продавать свои товары внутри крепости.
Ворота имеют три этажа, над входом изображен герб Брашова. Четыре маленькие угловые башенки символизируют юридическую независимость города и "право меча" (ius gladii) —  право принятия решений о смертной казни. В настоящее время в надвратной башне  находится музей.